# 이은교
이은교(Lee Eun-gyo)는 대한민국의 소방공무원으로, 강원특수구조단 제1항공대에서 수난 및 산악 구조 활동에 참여하였다. 그는 1983년 경기도 광명시에서 태어나 2010년 소방공무원으로 임용되었으며, 구조 임무 외에도 소방 제도 개선에 관심을 보였다. 2014년 7월 17일, 세월호 침몰 사고 수색 지원을 마치고 복귀하던 중 광주광역시 소방 헬리콥터 추락 사고로 순직하였다. 사고 후 국립대전현충원에 안장되었고, 1계급 특진이 추서되었다. 그의 순직은 소방 헬기 안전과 소방공무원 처우 개선에 대한 사회적 논의를 촉발시켰다.

## 생애
이은교는 대한민국의 소방공무원으로, 강원도소방본부 특수구조단 제1항공대에 소속되어 있었다. 그는 1983년 2월 8일 경기도 광명시에서 태어났으며, 2010년 12월 21일에 소방공무원으로 임용되었다. 임용 이후 항공 구조 활동을 중심으로 다양한 인명구조 임무를 수행하였고, 특히 수난 및 산악 구조와 관련된 고난도 작전에 적극적으로 참여하였다. 소방 동료들 사이에서는 성실하고 열정적인 구조대원으로 평가되었으며, 현장 활동뿐 아니라 자기개발에도 적극적인 자세를 보였다.
2014년 7월 17일, 이은교는 세월호 참사 수색 지원을 마치고 복귀하던 중 헬기 추락 사고로 인해 순직하였다. 사고는 당시 광주광역시 광산구 장덕동 인근에서 발생하였으며, 유로콥터 AS365N3 기종의 소방 헬기가 아파트 단지 인근에 추락하면서 탑승자 전원이 사망하였다. 해당 헬기는 전남 진도 인근 해역에서 세월호 실종자 수색 임무를 수행하고 있었으며, 기상 악화로 수색이 중단되어 복귀하던 중이었다. 사고 직후 국가차원의 합동 영결식이 강원도청에서 거행되었으며, 이은교를 비롯한 탑승자 전원에게 1계급 특진이 추서되었다.
이은교는 순직 당시 지방소방교 계급이었으며, 향후 결혼을 앞두고 있었던 것으로 알려졌다. 그는 사고 직전까지 소방 조직의 제도적 개선에도 관심을 가지고 있었고, SNS를 통해 소방공무원의 국가직 전환 필요성을 언급하는 등 정책적 관심을 드러낸 바 있다. 순직 이후 그의 유해는 국립대전현충원 소방관 묘역에 안장되었다. 이 사고는 대한민국 소방헬기의 안전 운용 실태에 대한 사회적 관심을 불러일으켰고, 항공 구조 장비의 현대화 및 소방공무원의 처우 개선 문제에 대한 공론화의 계기가 되었다.